# 2023年美國電影學會獎
2023年美国电影学会奖（英語：American Film Institute Awards 2023）是由美国电影学会颁发的年度奖项，表彰2023年最杰出的十部电影和十部剧集。得奖名单于2023年12月7日公布，颁奖典礼定于2024年1月12日举行。

## 10大电影
- 《美国小说》
- 《Barbie芭比》
- 《滯留生》
- 《花月杀手》
- 《音乐大师》
- 《五月的你，十二月的她》
- 《奥本海默》
- 《之前的我們》
- 《可憐的東西》
- 《蜘蛛俠：飛躍蜘蛛宇宙》

## 10大剧集
- 《小學風雲（英语：Abbott Elementary）》
- 《大熊餐廳》
- 《怒呛人生》
- 《陪审义务（英语：Jury Duty (2023 TV Series)）》
- 《最後生還者》
- 《晨間直播秀》
- 《破案三人行》
- 《撲克臉》
- 《保留地之犬（英语：Reservation Dogs）》
- 《继承之战》

## 外部連結
- 官方网站（英文）